# Combes NE
| NE ist das Kürzel für den Kanton Neuenburg in der Schweiz. Es wird verwendet, um Verwechslungen mit anderen Einträgen des Namens Combes zu vermeiden. |

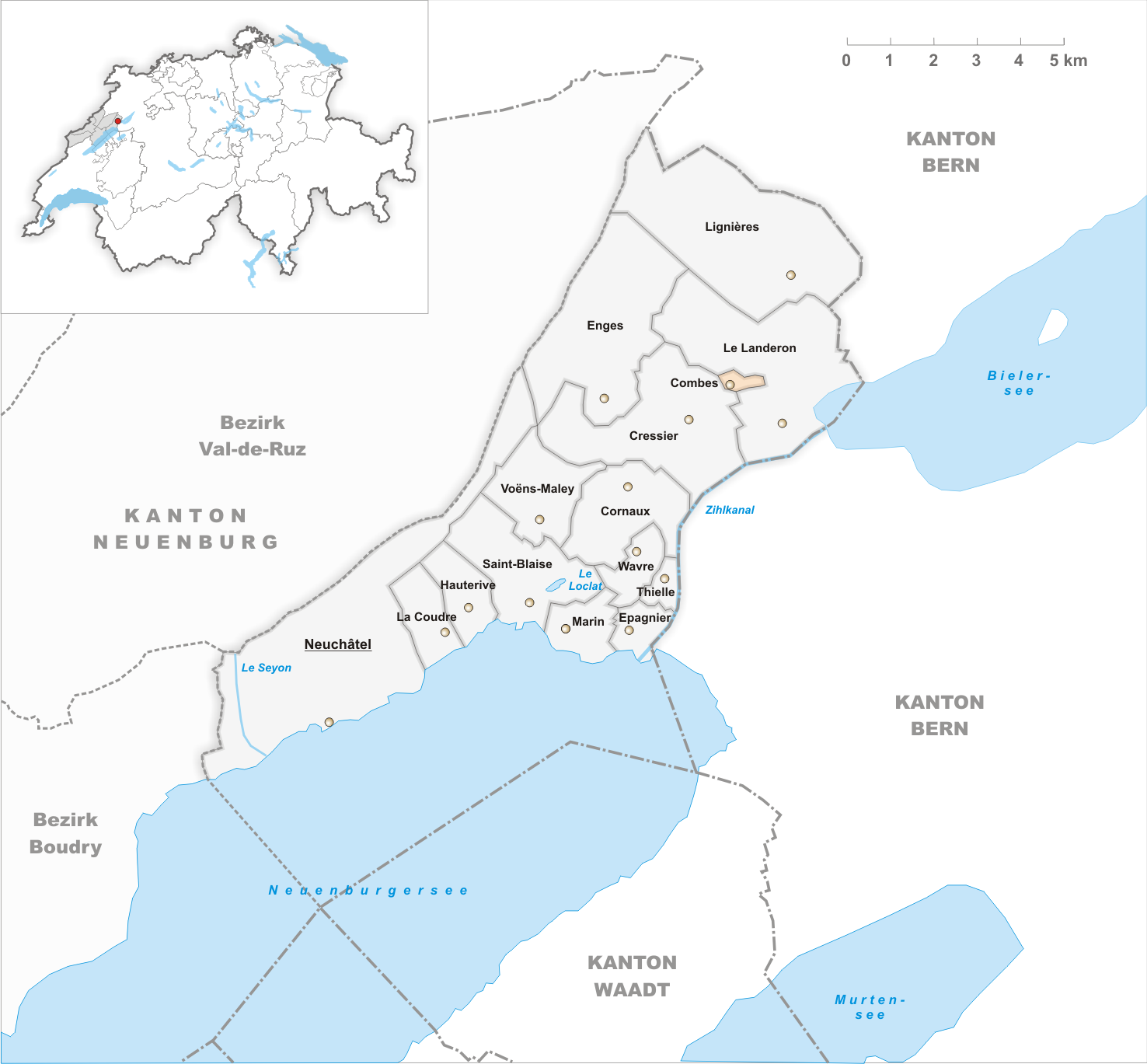
Gemeindestand vor der Fusion am 1. Januar 1875

Combes ist ein Weiler in der Gemeinde Le Landeron im Kanton Neuenburg in der Schweiz.
Bis 1875 war Combes eine selbständige Gemeinde, dann wurde sie in die Gemeinde Le Landeron-Combes einverleibt und 1888 mit Le Landeron vereinigt. Mit dieser Gemeinde gehörte Combes bis Ende 2017 zum Bezirk Neuenburg.